# Sandstone Energy 10X
Sandstone Energy 10X désigne un projet de centrale solaire thermodynamique porté par la compagnie californienne SolarReserve. La centrale doit se situer dans le désert du Nevada. Elle reprend la même technologie que la centrale solaire Crescent Dunes déjà construite par la même entreprise mais change d'échelle : avec dix tours solaires, la puissance électrique générée doit atteindre deux gigawatts. Le début de la construction est prévue en 2021 et la mise en service environ cinq ans plus tard. La construction de la centrale coûtera 5 milliards de dollars, mais la compagnie espère produire de l'électricité au prix du marché. Un stockage d'énergie thermique, sous forme de réservoirs de sels fondus, permettra de prolonger la production après le coucher du soleil, aux heures où la demande d'électricité est maximale. La centrale comportera 100 000 héliostats. 